# Sol Panera
Sol Panera Mendieta (Bilbao, 14 de junio de 1946) es una galerista española cuya actividad la ha desarrollado principalmente en el País Vasco, exponiendo a numerosos artistas no solo vascos sino también del resto de España.

## Biografía
Estudió la carrera superior de piano en el Conservatorio de Música de Bilbao. Posteriormente se dedicó por entero a la pintura estudiando en Bilbao con Manuel Balsa, y en París, con el maestro Ceballos.

## Trayectoria profesional
En 1973 fundó y dirigió en Bilbao la Galería Aritza ubicada en el centro de la ciudad. Tras 44 años de actividad profesional desarrollando su línea expositiva, concluyó su programación en el año  2016.
Comenzó la actividad en el año 1973 con una exposición del finado artista abstracto el canario Manuel Millares en los años finales de la  dictadura franquista. Contribuyó a dinamizar la actividad artística de Bilbao, organizando numerosas exposiciones de periodicidad quincenal a lo largo de los años  de galerista, cubriendo un espacio fundamental en el panorama galerístico no solo vasco sino también español.
La línea de exposiciones de su galería, abarcaba una amplia y variada selección de artistas con los que ha trabajado a lo largo de los años. Se exhibieron en sus salas  obras  de artisʈas que trabajaban con las diferentes técnicas tradicionales como  la pintura, la escultura, el grabado, el dibujo, la fotografía y otras formas de expresión artística. No solo expuso a artistas contemporáneos, tales como Arcadio Blasco, Rufo Criado, Marisa González, Paloma Navares, Javier Urquijo entre otros muchos, también expuso en su galería a artistas de las vanguardias históricas, así como a jóvenes que estaban iniciando su carrera. En esta entrevista realizada con motivo del cierre definitivo de su galería, Panera declaróː «La Policía me cerró la exposición en la que Agustín Ibarrola presentaba a su hijo».

## Reconocimientos
La  galería de arte contemporáneo vasca Aritza, dirigida por Sol Panera, fue nombrada Ilustre de la villa por el Ayuntamiento de Bilbao en el año 2005.